# Luc Courchetet d'Esnans
Luc Courchetet d'Esnans (Besançon, 24 juin 1695-Paris, 2 avril 1776) est un écrivain français.

## Biographie
Intendant de la maison de la reine (1742) puis censeur royal (1748), on lui doit des copies de documents d'archives à Bruxelles déposées à la Bibliothèque royale en 1754. Intendant de la Maison de la dauphine (1768) et agent des villes libres et hanséatiques à Paris, il est vraisemblablement le rédacteur de la déclaration de guerre de 1740. 

## Œuvres
- Histoire du traité des Pyrénées, 2 vol., 1750
- Histoire du traité de Nimègue, 2 vol., 1754
- Histoire du cardinal de Granvelle, 1761